# 와타니아 항공
와타니아 항공(영어: Wataniya Airways)은 쿠웨이트의 항공사로 총 18개 노선을 취항하고 있다. 본사는 쿠웨이트 쿠웨이트시티 위치해 있으며 2005년에 설립했다. 이 항공사는 2020년도에 문을 닫았다. 이유는 재정적인 문제였다. 덕분에 퇴사금도 못받고 퇴사한 승무원들이 꽤 있었다.

## 보유 기종
- 2012년 4월 기준으로 와타나 항공은 다음과 같은 기종을 보유하고 있다.[1][2][3]